# آنه یوئنسن
آنه یوئنسن (دانمارکی: Arne Jørgensen; ۱۵ ژوئیهٔ ۱۸۹۷ – ۱۶ فوریهٔ ۱۹۸۹) ژیمناست هنری اهل دانمارک بود.